# گل‌تپه (اردبیل)
گل‌تپه روستایی است که در استان اردبیل، شهرستان اردبیل، بخش هیر، دهستان فولادلوی جنوبی قرار دارد. بر اساس سرشماری سال ۱۳۸۵ جمعیت این روستا ۲۰۶ نفر با ۴۳ خانوار بوده‌است.